# Felton, Delaware
Felton är en ort i Kent County i delstaten Delaware, USA.